# 河潤景
河潤景（： Ha Yoon-kyeong，1992年10月20日—）或譯河允景，韓國女演員。

## 演出作品

### 電視劇
| 年份   | 電視台  | 劇名                                     | 角色           | 性質     | 備註   |
| 2018年 | KBS 2   | 《推理女王2》                            | 姜珠妍         | 配角     |        |
| 2018年 | KBS 2   | 《最完美的離婚》                         | 周秀景         | 配角     |        |
| 2020年 | tvN     | 《機智醫生生活》                         | 許善彬         | 配角     |        |
| 2021年 | tvN     | 《機智醫生生活2》                        | 許善彬         | 配角     |        |
| 2021年 | JTBC    | 《前輩，那支口紅不要塗》                 | 蔡妍承         | 配角     |        |
| 2021年 | KBS 2   | 《Drama Special—一記彈腦門對離別的影響》 | 鄭允貞         | 主演     | 獨幕劇 |
| 2022年 | tvN     | 《O'PENing—在辦公室Share什麼？ 》        | 魏多仁         | 主演     | [ 2 ]  |
| 2022年 | ENA     | 《非常律師禹英禑》                       | 崔秀妍         | 主演     | [ 3 ]  |
| 2023年 | SBS     | 《浪漫醫生金師傅3》                      | 河潤景         | 特別出演 |        |
| 2023年 | tvN     | 《今生也請多指教》                       | 尹貂媛         | 主演     | [ 4 ]  |
| 2024年 | SBS     | 《财阀X刑警》                            | 洪銀娥         | 特別出演 |        |
| 2024年 | Netflix | 《無聲蛙鳴》                             | 尹寶旼（青年） | 特別出演 |        |
| 2024年 | Disney+ | 《江南B-Side》                           | 閔書珍         | 主演     |        |
| 2025年 | tvN     | 《機智住院醫生生活》                     | 許善彬         | 特別出演 |        |
| 2026年 | JTBC    | 《神之珠》                               | 乞勝           | 主演     | [ 5 ]  |
| 2026年 | tvN     | 《Miss Undercover Boss》                 |                | 主演     |        |

### 電影
| 年份   | 片名                     | 角色             | 備註     |
| 2013年 | 《黴菌妖怪》             |                  | 短篇電影 |
| 2014年 | 《彼此混亂的煩惱》       |                  | 短篇電影 |
| 2014年 | 《白紙》                 | 草綠             | 短篇電影 |
| 2015年 | 《社交恐懼症》           | 夏英             |          |
| 2016年 | 《愛哭鬼》               | 夏允             |          |
| 2016年 | 《魷魚》                 | 慧智             | 短篇電影 |
| 2017年 | 《主觀題》               | 李智善           |          |
| 2018年 | 《這座城市沒有你說的藍》 | 素吟             |          |
| 2018年 | 《朴花英》               | 潤景             |          |
| 2019年 | 《問候》                 | 汝斌             | 短篇電影 |
| 2020年 | 《遙控器到哪去了》       | 禮志             | 短篇電影 |
| 2020年 | 《因為出門沒帶雨傘》     | 智英             | 短篇電影 |
| 2020年 | 《蜘蛛叢林》             | 東華             | 短篇電影 |
| 2020年 | 《盛開的山丘》           | 女人             | 短篇電影 |
| 2020年 | 《狩獵的時間》           | 賭博交易所收銀員 |          |
| 2021年 | 《怎麼殺死那個婊子》     | 夏允             | 短篇電影 |
| 2021年 | 《我的守護天使》         | 金智媛           | 主演     |
| 2022年 | 《因愛重生》             | 妍秀             | 主演     |
| 2024年 | 《關於我的女兒》         |                  | 主演     |
| 2025年 | 《波澜》（파란）             | 美智             | 主演     |

## 獎項紀錄
| 年份   | 頒獎禮                     | 獎項                    | 作品               | 結果 | 備註   |
| 2020年 | 第3屆濟州Hondie獨立電影節  | Hondie演技獎            | 《沒帶雨傘就來了》 | 獲獎 |        |
| 2022年 | 第23屆釜山電影評論家協會獎 | 最佳新人女演員          | 《景雅的女兒》     | 獲獎 | [ 9 ]  |
| 2022年 | 第23屆年度女性電影人獎     | 最佳新人演員            | 《景雅的女兒》     | 獲獎 | [ 10 ] |
| 2023年 | 第59屆百想藝術大獎         | 電視部門 女子新人演技賞 | 《非常律師禹英禑》 | 提名 |        |
| 2023年 | 第59屆百想藝術大獎         | 電影部門 女子新人演技賞 | 《因愛重生》       | 提名 |        |
| 2024年 | 第45屆青龍電影獎           | 最佳新人女演員          | 《關於我的女兒》   | 提名 |        |

## 外部連結
- 河潤景的Instagram帳戶
- 河潤景在NAVER上的资料
- 河潤景在Daum上的资料
- 河潤景在韩国电影数据库（KMDb）上的資料（韓語）
- 河潤景在互联网电影资料库（IMDb）上的資料（英文）
- 河潤景在HanCinema的頁面（英文）（英文）